# عروس زندان
عروس زندان نام تله‌فیلمی است به کارگردانی پرند زاهدی. در این فیلم برای نخستین بار به کارکرد کارآگاهان آگاهی پرداخته می‌شود.

## داستان فیلم
داستان با درونمایه‌ای پلیسی-خانوادگی روایتگر زندگی مردی است که بدست همسرش کشته می‌شود. کاراگاهانی برای پیگیری ماجرا و دستگیری زن دست بکار می‌شوند؛ و داستان با ورود افسران آگاهی روال دیگر گونه‌ای می‌یابد.

## بازیگران
- نگین صدق‌گویا
- شیرین بینا
- سام درخشانی
- مجید مشیری
- مهراوه شریفی‌نیا
- نازنین فراهانی

## ویژگی‌های فیلم
- سال تولید: ۱۳۸۶
- کارگردان: پرند زاهدی
- تهیه‌کننده: ساسان ابی‌زاده
- مدیر فیلمبرداری: علی الهیاری
- سرپرست تولید: بیژن کاشانی
- صدابردار: حسام شریعت‌مدار احمدی
- تدوین: حسین غضنفری